# Ibrahim Sulemana
Ibrahim Sulemana Kakari (Sunyani, 22 maggio 2003) è un calciatore ghanese, centrocampista dell'Atalanta e della nazionale ghanese.

## Caratteristiche tecniche
È un mediano abile in fase di interdizione, che può essere schierato anche da mezzala.

## Carriera

### Club
Dopo un breve periodo all'Atalanta, Sulemana entra a far parte nel settore giovanile del Verona nel 2021; dopo essersi messo in mostra con la formazione Primavera del club scaligero, il 9 ottobre 2022 esordisce in Serie A e tra i professionisti, in occasione della partita di campionato persa per 2-1 contro la Salernitana.
Il 1º luglio 2023, Sulemana viene acquistato a titolo definitivo dal Cagliari, neopromosso in Serie A, per circa quattro milioni di euro, firmando un contratto quadriennale. Il 21 gennaio 2024, segna la sua prima rete in massima serie, valida per il provvisorio vantaggio rossoblu durante l'incontro in casa del Frosinone, poi perso per 3-1. Il 1º aprile seguente, alla 30ª giornata di campionato, realizza il gol del definitivo 1-1 in occasione della partita casalinga disputata proprio contro il Verona, sua ex squadra. Lungo la stagione, colleziona in tutto 24 presenze e due reti fra campionato e coppa, contribuendo alla salvezza del Cagliari.
Il 17 luglio 2024, Sulemana torna a titolo definitivo all'Atalanta, sempre in massima serie, per circa nove milioni di euro. Esordisce con gli orobici il 19 agosto, nel recupero della partita vinta per 4-0 in casa del Lecce, subentrando a Mario Pašalić.
Il 12 maggio 2025 segna il suo primo gol con la maglia dell’Atalanta, sancendo la vittoria per 2-1 contro la Roma, che garantisce agli orobici la qualificazione matematica alla UEFA Champions League 2025-2026.

### Nazionale
Nel maggio del 2024, Sulemana riceve dal CT Otto Addo la sua prima convocazione con la nazionale maggiore ghanese, in vista degli incontri di qualificazione ai Mondiali del 2026 contro Mali e Rep. Centrafricana. Debutta ufficialmente con le Black Stars nel primo dei due incontri, il 6 giugno seguente, sostituendo Salis Abdul Samed all'88º minuto della partita, poi vinta per 2-1.

## Statistiche

### Presenze e reti nei club
Statistiche aggiornate al 26 maggio 2024.
| Stagione        | Squadra         | Campionato      | Campionato | Campionato | Coppe nazionali | Coppe nazionali | Coppe nazionali | Coppe continentali | Coppe continentali | Coppe continentali | Altre coppe | Altre coppe | Altre coppe | Totale | Totale |
| Stagione        | Squadra         | Comp            | Pres       | Reti       | Comp            | Pres            | Reti            | Comp               | Pres               | Reti               | Comp        | Pres        | Reti        | Pres   | Reti   |
| --------------- | --------------- | --------------- | ---------- | ---------- | --------------- | --------------- | --------------- | ------------------ | ------------------ | ------------------ | ----------- | ----------- | ----------- | ------ | ------ |
| 2022-2023       | Verona          | A               | 16+1       | 0          | CI              | 0               | 0               | -                  | -                  | -                  | -           | -           | -           | 17     | 0      |
| 2023-2024       | Cagliari        | A               | 21         | 2          | CI              | 3               | 0               | -                  | -                  | -                  | -           | -           | -           | 24     | 2      |
| 2024-2025       | Atalanta        | A               | 8          | 2          | CI              | 1               | 0               | UCL                | 0                  | 0                  | SI+SU       | 0+0         | 0+0         | 8      | 2      |
| Totale carriera | Totale carriera | Totale carriera | 46         | 4          |                 | 4               | 0               |                    | 0                  | 0                  |             | 0           | 0           | 50     | 4      |

### Cronologia presenze e reti in nazionale
| Cronologia completa delle presenze e delle reti in nazionale ― Ghana | Cronologia completa delle presenze e delle reti in nazionale ― Ghana | Cronologia completa delle presenze e delle reti in nazionale ― Ghana | Cronologia completa delle presenze e delle reti in nazionale ― Ghana | Cronologia completa delle presenze e delle reti in nazionale ― Ghana | Cronologia completa delle presenze e delle reti in nazionale ― Ghana | Cronologia completa delle presenze e delle reti in nazionale ― Ghana | Cronologia completa delle presenze e delle reti in nazionale ― Ghana |
| Data                                                                 | Città                                                                | In casa                                                              | Risultato                                                            | Ospiti                                                               | Competizione                                                         | Reti                                                                 | Note                                                                 |
| -------------------------------------------------------------------- | -------------------------------------------------------------------- | -------------------------------------------------------------------- | -------------------------------------------------------------------- | -------------------------------------------------------------------- | -------------------------------------------------------------------- | -------------------------------------------------------------------- | -------------------------------------------------------------------- |
| 6-6-2024                                                             | Bamako                                                               | Mali                                                                 | 1 – 2                                                                | Ghana                                                                | Qual. Mondiali 2026                                                  | -                                                                    | 88’                                                                  |
| 10-10-2024                                                           | Accra                                                                | Ghana                                                                | 0 – 0                                                                | Sudan                                                                | Qual. Coppa d'Africa 2025                                            | -                                                                    | 80’                                                                  |
| 15-10-2024                                                           | Bengasi                                                              | Sudan                                                                | 2 – 0                                                                | Ghana                                                                | Qual. Coppa d'Africa 2025                                            | -                                                                    | 69’                                                                  |
| 15-11-2024                                                           | Talatona                                                             | Angola                                                               | 1 – 1                                                                | Ghana                                                                | Qual. Coppa d'Africa 2025                                            | -                                                                    |                                                                      |
| 18-11-2024                                                           | Accra                                                                | Ghana                                                                | 1 – 2                                                                | Niger                                                                | Qual. Coppa d'Africa 2025                                            | -                                                                    |                                                                      |
| 31-5-2025                                                            | Brentford                                                            | Trinidad e Tobago                                                    | 0 – 4                                                                | Ghana                                                                | Amichevole                                                           | -                                                                    | 60’                                                                  |
| Totale                                                               |                                                                      | Presenze                                                             | 6                                                                    |                                                                      | Reti                                                                 | 0                                                                    |                                                                      |